# Masayuki Matsunaga
Masayuki Matsunaga (japanska: 松永 政行), född 23 mars 1970 i Osaka, är en japansk gymnast.
Han tog OS-brons i lagmångkampen och OS-brons i barr i samband med de olympiska gymnastiktävlingarna 1992 i Barcelona.